# Paavo Nurmi Games 2016
54. Paavo Nurmi Games – międzynarodowy mityng lekkoatletyczny, który odbył się 29 czerwca 2016 na stadionie im. Paavo Nurmiego w fińskim Turku. Zawody zaliczane były do cyklu European Athletics Permit Meeting.
Rywalizacja w rzucie młotem mężczyzn zaliczana była do IAAF Hammer Throw Challenge.

## Rezultaty

### Mężczyźni
| Konkurencja:               | 1. miejsce      | Rezultat    | 2. miejsce       | Rezultat    | 3. miejsce         | Rezultat |
| Bieg na 100 m              | Sean Safo-Antwi | 10,23       | Solomon Bockarie | 10,24       | Yancarlos Martínez | 10,30    |
| Bieg na 800 m              | Mostafa Smaili  | 1:47,07     | Khalid Benmahdi  | 1:47,19     | Joshua Ralph       | 1:47,23  |
| Bieg na 5000 m             | Josphat Menjo   | 13:20,51    | Patrick Tiernan  | 13:20,88 PB | David McNeill      | 13:23,87 |
| Bieg na 110 m przez płotki | Balázs Baji     | 13,43       | David King       | 13,70       | Maximilian Bayer   | 13,74    |
| Bieg na 400 m przez płotki | Le Roux Hamman  | 49,44       | Oskari Mörö      | 49,50       | Rasmus Mägi        | 49,59    |
| Trójskok                   | Troy Doris      | 17,06w      | Karol Hoffmann   | 16,48       | Adrian Świderski   | 16,40    |
| Pchnięcie kulą             | Michał Haratyk  | 20,25       | Mateusz Mikos    | 20,18 PB    | Damien Birkinhead  | 20,15    |
| Rzut młotem                | Paweł Fajdek    | 81,12       | Dilszod Nazarow  | 78,87       | Wojciech Nowicki   | 78,04    |
| Rzut oszczepem             | Thomas Röhler   | 91,28 WL PB | Julian Weber     | 86,83 PB    | Antti Ruuskanen    | 83,10    |

### Kobiety
| Konkurencja:                  | 1. miejsce               | Rezultat   | 2. miejsce           | Rezultat   | 3. miejsce          | Rezultat   |
| Bieg na 100 m                 | Maja Mihalinec           | 11,46      | Mariely Sánchez      | 11,64      | Ayodelé Ikuesan     | 11,68      |
| Bieg na 1500 m                | Danuta Urbanik           | 4:06,58 PB | Angie Petty          | 4:07,83 PB | Denise Krebs        | 4:08,14    |
| Bieg na 3000 m z przeszkodami | Ophélie Claude-Boxberger | 9:34,96 PB | Swiatłana Kudzielicz | 9:41,21    | Anna Emilie Møller  | 9:41,43 NR |
| Bieg na 100 m przez płotki    | Nooralotta Neziri        | 12,91      | Hanna Płoticyna      | 13,06      | Ricarda Lobe        | 13,20      |
| Bieg na 400 m przez płotki    | Sara Petersen            | 56,07      | Kaciaryna Arciuch    | 56,20      | Vera Barbosa        | 57,28      |
| Skok o tyczce                 | Minna Nikkanen           | 4,52       | Wilma Murto          | 4,52 PB    | Nicole Büchler      | 4,52       |
| Trójskok                      | Ana José Tima            | 13,89      | Laura Samuel         | 13,81      | Kristiina Mäkelä    | 13,77      |
| Rzut oszczepem                | Kathryn Mitchell         | 63,80      | Li Lingwei           | 61,79      | Christina Obergföll | 61,38      |
| Chód na 3000 m                | Taika Nummi              | 12:30,81   | Enni Nurmi           | 13:17,09   | –                   | –          |

## Rekordy
Podczas mityngu ustanowiono 1 krajowy rekordów w kategorii seniorów:
| Zawodnik           | Reprezentacja | Konkurencja                        | Rezultat |
| ------------------ | ------------- | ---------------------------------- | -------- |
| Anna Emilie Møller | Dania         | bieg na 3000 metrów z przeszkodami | 9:41,43  |